# Свистуля татарська
Свистуля татарська (Conioselinum tataricum) — вид квіткових рослин родини окружкових (Apiaceae).

## Біоморфологічна характеристика
Це гола багаторічна рослина 40–150 см заввишки, із сизим нальотом. Кореневище дерев'янисте. Стебло прямовисне, округле, борозенчасте. Нижні та середні стеблові листки тричі перисті; їх частки голі, блискучі, перистороздільні на часточки, цілісні чи зубчасті, чи перистонадрізані; догори листки двічі чи просто перисті. Зубці чашечки нечіткі, пелюстки широкояйцевидні, на верхівці виїмчасті, білі. Плоди овальні, з перетинчасто-крилатими ребрами, 5–7 мм завдовжки. 2n=22.

## Поширення
Євразія від Австрії до Сибіру й Гімалаїв, а також захід Північної Америки.
В Україні вид зростає сируватих тінистих лісах і чагарниках — у Лісостепу (Тернопільська обл., Чортківський р-н, с. Улащківці; Вінницька обл. Муровано-Куриловецький р-н, с. Немерче; Сумська та Полтавська області), рідко. У ЧКУ має статус «рідкісний».

## Галерея

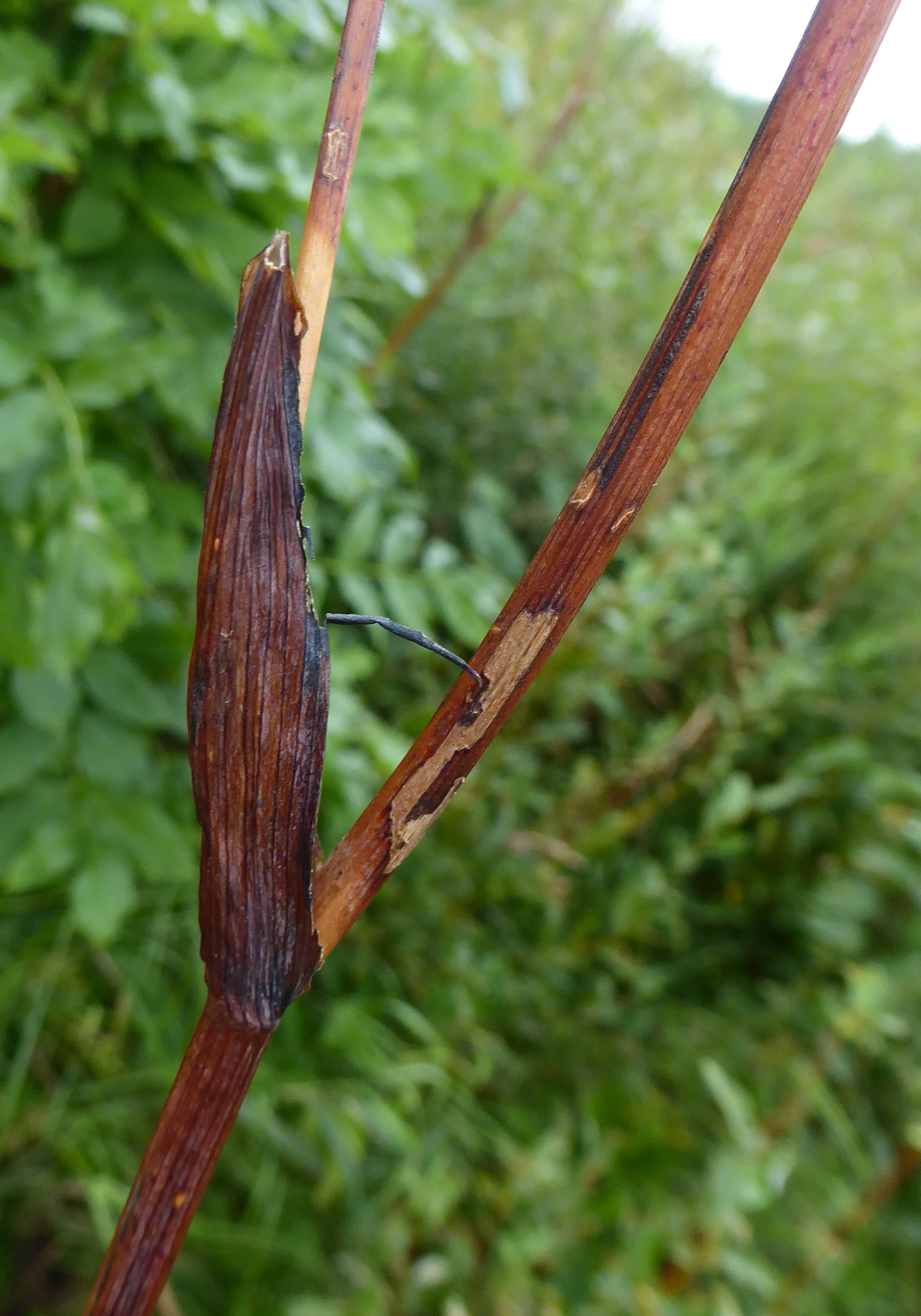
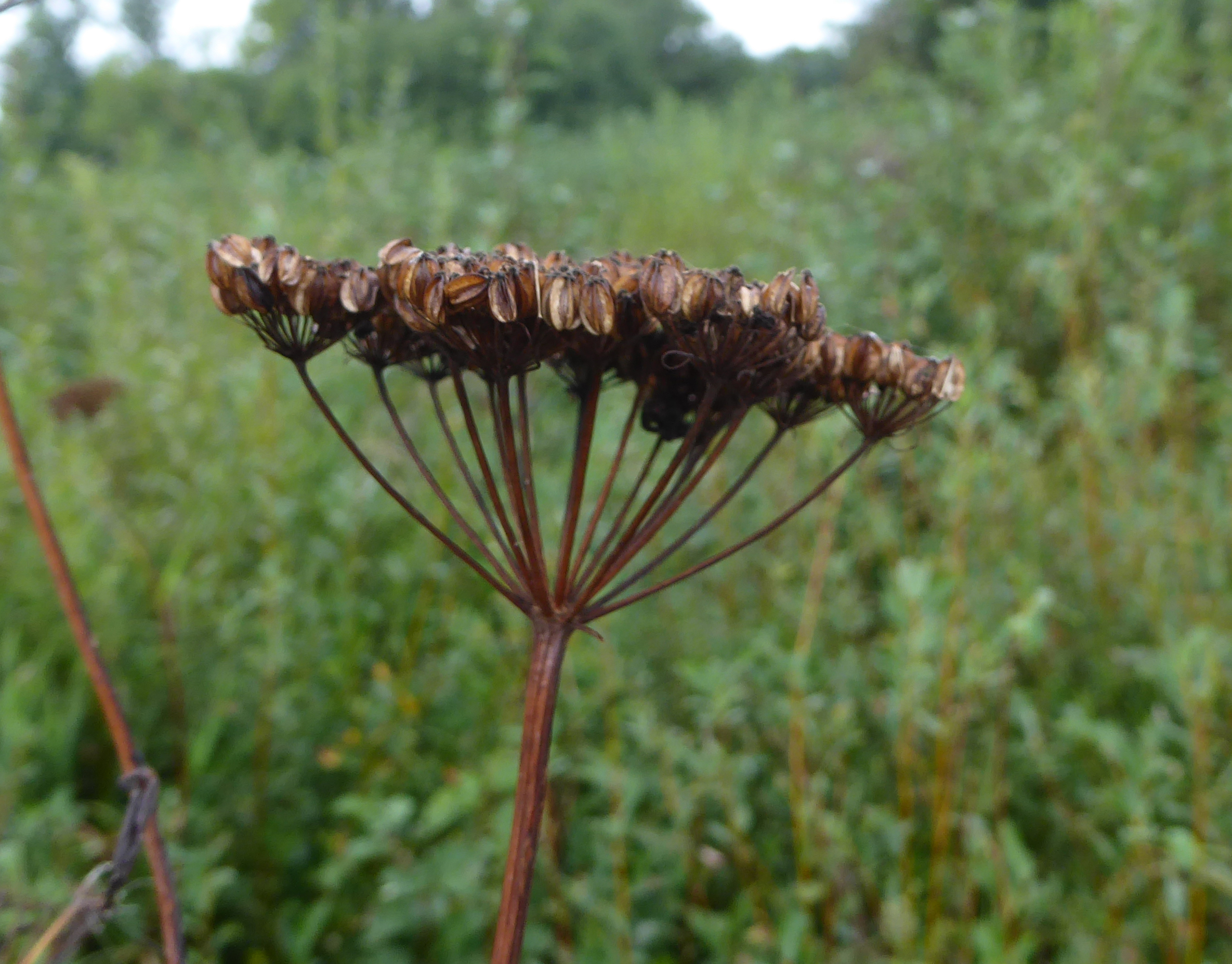